# Bill Stevenson
Bill Stevenson (su verdadero nombre es John William Stevenson) nació el 10 de septiembre de 1963 en Torrance, California y es un baterista y músico de punk rock. Es conocido por haber integrado bandas como Black Flag, The Descendents, y por ser productor de punk rock.

## Biografía
Stevenson fundó junto a Frank Navetta la banda de punk The Descendents en 1978, con quienes grabó en 1982 Milo Goes to College. También formó parte paralelamente de la banda de hardcore punk Black Flag en 1981, después de que el baterista original, ROBO, fuese detenido en Inglaterra. Stevenson grabó 7 discos en un año, entre 1984 y 1985 con Black Flag.
En 1987 vuelve a The Descendents. Sin embargo, Milo Aukerman deja la banda en ese mismo año para volver al instituto y Stevenson funda junto a los demás miembros de Descendents y Dave Smalley la banda ALL, curiosamente el mismo título del último álbum de Descendents hasta ese año. En 1996 Aukerman regresa y Descendents vuelven a grabar junto con Stevenson.
Stevenson fundó junto a Jason Livermore el mítico estudio punk de grabación The Blasting Room, en Fort Collins, Colorado.
Actualmente, Stevenson sigue con Descendents y con un proyecto paralelo llamado Only Crime, grupo de punk rock formado junto al cantante de Good Riddance, Russ Rankin y con miembros de GWAR y Converge.

## Productor
La carrera discográfica de Stevenson como productor y técnico de sonido es extensísima, habiendo trabajado en discos de bandas como NOFX, Bbs Paranoicos (Chile), Comeback Kid, Lagwagon, Rise Against, As I Lay Dying, The Casualties, MxPx, Anti-Flag, Berri Txarrak y A Day To Remember .